# Tecmo
Tecmo är ett japanskt företag som utvecklar spel. Företaget grundades 1967 och är bland annat kända för spel som Mighty Bomb Jack, Rygar, Dead or Alive och Ninja Gaiden (Shadow Warriors i Europa).
I mars 1981 bildades en amerikansk del, U.S. Tehkan, Inc. Det första spelet som utvecklades var Bomb Jack som kom 1983 på spelautomat. Följande år kom Senjyo (även till MSX). 1985 hade man framgång med två spel: Star Force (sedermera också till MSX, NES) samt Tehkan World Cup till spelautomat.
1986 bytte företaget namn till Tecmo. 1987 kom actionspelet Rygar till Nintendo Entertainment System.
2002 släpptes första delen av Project Zero. Den tredje delen släpptes 2006.